# Чёрный углерод
Химически черный углерод является компонентом мелкодисперсных твердых частиц (PM ≤ 2,5 мкм в аэродинамическом диаметре). Чёрный углерод состоит из чистого углерода в нескольких связанных формах. Он образуется в результате неполного сгорания ископаемого топлива, биотоплива и биомассы и является одним из основных типов частиц как в антропогенной, так и в природной саже. Чёрный углерод вызывает человеческую заболеваемость и преждевременную смертность. Из-за этих последствий для здоровья человека многие страны работают над сокращением своих выбросов.
В климатологии чёрный углерод является климатическим фактором, способствующим глобальному потеплению. Чёрный углерод нагревает Землю, поглощая солнечный свет и нагревая атмосферу, а также уменьшая альбедо при осаждении на снег и лед (прямые эффекты) и косвенно при взаимодействии с облаками, с общим воздействием 1,1 Вт/м2. Чёрный углерод остается в атмосфере всего от нескольких дней до нескольких недель, в то время как другие мощные парниковые газы имеют более длительный жизненный цикл, например углекислый газ (CO2) имеет атмосферный срок службы более 100 лет. МГЭИК и другие исследователи климата утверждают, что сокращение чёрного углерода является одним из самых простых способов замедлить краткосрочное глобальное потепление.
Термин «черный углерод» также используется в почвоведении и геологии, имея в виду либо осажденный атмосферный чёрный углерод, либо непосредственно инкорпорированный чёрный углерод от растительных пожаров. Особенно в тропиках, чёрный углерод в почвах значительно способствует плодородию, поскольку он способен поглощать важные питательные вещества растений.

## Обзор
Фарадей признал, что сажа состоит из углерода и что она образуется при неполном сгорании углеродсодержащего топлива. Термин «черный углерод» был введен Тихомиром Новаковым, которого Джеймс Хансен назвал «крестным отцом исследований чёрного углерода» в 1970-х годах. Дым или сажа были первым загрязнителем, признанным имеющим значительное воздействие на окружающую среду, но одним из последних, изучаемых современным сообществом атмосферных исследований.
Сажа состоит из сложной смеси органических соединений, которые слабо поглощают в видимой области спектра, и высоко поглощающего чёрного компонента, который по-разному называют «элементарным», «графитовым» или «черным углеродом». Термин «элементарный углерод» использовался в сочетании с термическими и влажными химическими определениями, а термин графитовый углерод предполагает наличие графитоподобных микрокристаллических структур в саже, что подтверждается Рамановской спектроскопией. Термин «черный углерод» используется для обозначения того, что этот компонент сажи в первую очередь отвечает за поглощение видимого света. Термин «черный углерод» иногда используется как синоним как элементарного, так и графитового компонента сажи. Он может быть измерен с помощью различных типов приборов, основанных на поглощении или рассеянии светового луча или выводится из измерений шума.

### Ранние попытки смягчения последствий
Катастрофические последствия загрязнения углем для здоровья и смертности людей в начале 1950-х годов в Лондоне привели к принятию Британского Закона о чистом воздухе 1956 года. Этот акт привел к резкому снижению концентрации сажи в Великобритании, за которым последовали аналогичные сокращения в таких городах США, как Питсбург и Сент-Луис. Эти сокращения были в значительной степени достигнуты за счет сокращения использования мягкого угля для бытового отопления путем перехода либо на «бездымные» угли, либо на другие виды топлива, такие как мазут и природный газ. Неуклонное сокращение дымового загрязнения в промышленных городах Европы и США привело к смещению акцента в исследованиях с выбросов сажи и почти полному игнорированию чёрного углерода как важного компонента аэрозоля, по крайней мере в Соединенных Штатах.
Однако в 1970-х годах ряд исследований существенно изменил эту картину и показал, что чёрный углерод, а также органические компоненты сажи по-прежнему являются крупным компонентом городских аэрозолей в США и Европе, что привело к улучшению контроля этих выбросов. В менее развитых регионах мира, где контроль за выбросами сажи был ограничен или вообще отсутствовал, качество воздуха продолжало ухудшаться по мере роста населения. Лишь много лет спустя стало ясно, что с точки зрения глобальных последствий выбросы из этих регионов чрезвычайно важны.

### Влияние на атмосферу Земли
Большинство упомянутых выше изменений связано с качеством воздуха в городских атмосферах. Первые указания на роль чёрного углерода в более широком глобальном контексте были получены в результате изучения явлений Арктической дымки. Чёрный углерод был идентифицирован в аэрозолях арктической дымки и в арктическом снеге.
В общем случае аэрозольные частицы могут влиять на радиационный баланс, приводя к охлаждающему или нагревающему эффекту, причем величина и знак изменения температуры в значительной степени зависят от оптических свойств аэрозоля, концентрации аэрозоля и альбедо подстилающей поверхности. Чисто рассеивающий аэрозоль будет отражать энергию, которая обычно поглощается системой земля-атмосфера обратно в космос и приводит к охлаждающему эффекту. Поскольку в аэрозоль добавляется поглощающий компонент, это может привести к нагреву системы земля-атмосфера, если отражательная способность подстилающей поверхности достаточно высока.
Ранние исследования влияния аэрозолей на перенос атмосферного излучения в глобальном масштабе предполагали преобладание рассеивающего аэрозоля с небольшим поглощающим компонентом, поскольку это, по-видимому, хорошо отражает природные аэрозоли. Однако, как обсуждалось выше, городские аэрозоли имеют большой чёрный углеродный компонент, и если эти частицы могут переноситься в глобальном масштабе, то можно было бы ожидать эффекта нагрева на поверхностях с высоким альбедо поверхности, таких как снег или лед. Кроме того, если эти частицы оседают в снегу, возникает дополнительный эффект нагрева из-за уменьшения альбедо поверхности.

### Измерение и моделирование пространственного распределения
Уровни чёрного углерода чаще всего определяются на основе модификации оптических свойств волоконного фильтра осажденными частицами. Измеряется либо коэффициент пропускания фильтра, либо коэффициент отражения фильтра, либо комбинация коэффициента пропускания и коэффициента отражения. Аэталометры — это часто используемые устройства, которые оптически обнаруживают изменение поглощения света, проходящего через фильтр. Программа верификации экологических технологий USEPA оценивала как Аэталометр, так и термооптический анализатор Sunset Laboratory. Многоугольный абсорбционный фотометр учитывает как проходящий, так и отраженный свет. Альтернативные методы основаны на спутниковых измерениях оптической глубины для больших площадей или, в последнее время, на спектральном анализе шума для очень локальных концентраций.
В конце 1970-х и начале 1980-х годов по всей западной Арктике наблюдались удивительно большие концентрации чёрного углерода на уровне земли. Модельные исследования показали, что они могут привести к нагреванию полярных льдов. Одной из основных неопределенностей при моделировании влияния арктической дымки на баланс солнечной радиации было ограниченное знание вертикальных распределений чёрного углерода.
В 1983 и 1984 годах в рамках программы NOAA AGASP были получены первые измерения таких распределений в арктической атмосфере с помощью аэталометра, который имел возможность измерять чёрный углерод в режиме реального времени. Эти измерения показали значительные концентрации чёрного углерода, обнаруженные по всей западной арктической тропосфере, включая Северный полюс. Вертикальные профили показывали либо сильно слоистую структуру, либо почти равномерное распределение до восьми километров с концентрациями внутри слоев, столь же большими, как те, которые встречаются на уровне земли в типичных городских районах средней широты в США. Оптические глубины поглощения, связанные с этими вертикальными профилями, были большими, о чём свидетельствует вертикальный профиль над норвежской арктикой, где оптические глубины поглощения от 0,023 до 0,052 были рассчитаны соответственно для внешних и внутренних смесей чёрного углерода с другими компонентами аэрозоля.
Оптические глубины этих величин приводят к существенному изменению баланса солнечной радиации над сильно отражающей арктической снежной поверхностью в течение мартовско-апрельского периода времени, когда эти измерения моделировали арктический аэрозоль на оптическую глубину поглощения 0,021 (что близко к среднему значению внутренней и внешней смесей для полетов AGASP) в безоблачных условиях. Эти тепловые эффекты рассматривались в то время, как потенциально одна из основных причин тенденций потепления Арктики, описанных в Архивах Департамента энергетики, Фундаментальных энергетических наук.

### Присутствие в почвах
До 60 % всего органического углерода, хранящегося в почвах, приходится на чёрный углерод. Особенно для тропических почв чёрный углерод служит резервуаром для питательных веществ. Эксперименты показали, что почвы без большого количества чёрного углерода значительно менее плодородны, чем почвы, содержащие чёрный углерод. Примером такого повышенного плодородия почв являются почвы Terra preta в центральной Амазонии, которые, по-видимому, были созданы человеком туземным населением доколумбовой эпохи. Почвы Terra Preta имеют в среднем в три раза более высокое содержание органического вещества (СОМ) в почве, более высокий уровень питательных веществ и лучшую способность удерживать питательные вещества, чем окружающие бесплодные почвы. В этом контексте практика подсечно-огневого земледелия, используемая в тропических регионах, не только повышает продуктивность, высвобождая питательные вещества из сожженной растительности, но и добавляя в почву чёрный углерод. Тем не менее, для устойчивого управления было бы лучше использовать практику подсечки и обугливания, чтобы предотвратить высокие выбросы CO2 и летучего чёрного углерода. Кроме того, положительные эффекты этого типа сельского хозяйства нейтрализуются, если они используются для больших участков, так что эрозия почвы не предотвращается растительностью.

### Присутствие в водах
Растворимый и коллоидный чёрный углерод, удерживаемый на ландшафте от лесных пожаров, может попасть в подземные воды. В глобальном масштабе поток чёрного углерода в пресные и соленые водоемы приближается к скорости производства чёрного углерода в результате лесных пожаров.